# Episodi di 15/Love (terza stagione)
La terza stagione di 15/Love è composta da 14 episodi. In Italia è stata trasmessa su Italia 1 a partire dal 31 luglio 2007.
| nº | Titolo originale                 | Titolo italiano           | Prima TV Canada   | Prima TV Italia |
| -- | -------------------------------- | ------------------------- | ----------------- | --------------- |
| 1  | You Can't Go Home                | Qualcosa è cambiato       | 10 luglio 2006    | 31 luglio 2007  |
| 2  | Odd Couples                      | Troppa sintonia           | 17 luglio 2006    | 1º agosto 2007  |
| 3  | Playing With Matches             | Il rubacuori              | 24 luglio 2006    | 2 agosto 2007   |
| 4  | The Slow Burn                    | Il grande chef            | 31 luglio 2006    | 3 agosto 2007   |
| 5  | Foul Play                        | La commedia               | 14 agosto 2006    | 6 agosto 2007   |
| 6  | Between a Brock and a Hard Place | La seduttrice             | 21 agosto 2006    | 7 agosto 2007   |
| 7  | Road Trip                        | Viaggio in pullman        | 28 agosto 2006    | 8 agosto 2007   |
| 8  | Over the Line                    | Rivalità e amicizia       | 4 settembre 2006  | 9 agosto 2007   |
| 9  | Except it Happened Like This     | Indagini a tutto campo    | 11 settembre 2006 | 10 agosto 2007  |
| 10 | War Is An Ugly Thing             | Alla conquista di Cassidy | 18 settembre 2006 | 13 agosto 2007  |
| 11 | With Friends Like These          | Sunny punk                | 25 settembre 2006 | 14 agosto 2007  |
| 12 | Lucas in the Sky                 | Il preside innamorato     | 2 ottobre 2006    | 16 agosto 2007  |
| 13 | The Man Without An Ace           | Tecniche di seduzione     | 9 ottobre 2006    | 17 agosto 2007  |
| 14 | Charity of Fire                  | Il torneo di beneficenza  | 16 ottobre 2006   | 17 agosto 2007  |

## Qualcosa è cambiato
- Titolo originale:  You Can't Go Home
- Diretto da:
- Scritto da:

### Trama
Squib torna alla cascadia dopo essersi fatto male durante una partita tra i professionisti. Ogni cosa è cambiata, Cameron se ne è andato, e così anche Tanis; Cody è fidanzata con Nate e Nate ha ricominciato a giocare a tennis; Adena è super impegnata e l'unica persona rimasta "normale" è Rick. Squib tenta di riportate tutto alla normalità ma sarà un lavoro arduo.
- Altri interpreti: Tyler Hynes (Nate Bates)

## Troppa sintonia
- Titolo originale:  Odd Couples
- Diretto da:
- Scritto da:

### Trama
Nate e Cody si rivelano essere perfettamente uguali. Pensano le stesse cose, fanno le stesse cose, organizzano sorprese l'uno per l'altra allo stesso modo e si scambiano gli stessi regali. Nate pensa che sia una cosa fantastica ma Cody pensa invece che forse sono un po' troppo simili. Cassidy è stufa di sentire sempre parlare di relazioni così decide di andare dall'unica persona che pensa ad altro: Rick che le propone di giocare a Rickopoli. Squib spera di poter tenere la stanza tutta per sé per l'intero anno, ma il preside Bates gli assegna Nate come compagno di stanza. 
- Altri interpreti: Tyler Hynes (Nate Bates)

## Il rubacuori
- Titolo originale: Playing with Matches
- Diretto da:
- Scritto da:

### Trama
Alla Cascadia sembrano essere tutti costantemente innamorati. Sunny afferma di aver perso una partita perché malata e forse lo è veramente ma solo Adena può aiutarla. Cassidy diffonde pettegolezzi riguardo a Jesse ma dopo qualche tempo sembrano ritorcesi su di lei. Solo allora capisce di aver commesso un errore e di dover chiarire il passato.

## Il grande chef
- Titolo originale:  The Slow Burn
- Diretto da:
- Scritto da:

### Trama
Adena si è presa una cotta per l'allenatore ma grazie all'aiuto di Cassidy e del coach stesso, riuscirà a superarla. Squib pensa di essere migliore della donna addetta alla mensa della scuola così il preside Bates gli affida il compito della donna sotto la supervisione di Rick. Rick cucina e Squib si prende il merito. Poiché il cibo è buono, il preside Bates assegna a Squib la preparazione di un'importanza cena per degli sponsor ma Rick se ne è andato. Come farà a cucinare ora?

## La commedia
- Titolo originale: Foul Play
- Diretto da:
- Scritto da:

### Trama
Sunny è da sempre destinata ad essere una star ma forse non come attrice. Così non riesce ad ottenere una parte nella commedia scritta da Nate. Nessuno eccetto Cody sa che la commedia è stata scritta da Nate finché non arriva una soffiata a Bates che disapprova totalmente che il figlio si dia alla scrittura. 
- Altri interpreti: Tyler Hynes (Nate Bates)

## La seduttrice
- Titolo originale:  Betwenn a Brock and a Hard Place
- Diretto da:
- Scritto da:

### Trama
Il più importante cliente del giornale dove lavora Cody vuole che la ragazza diventi il nuovo volto del tennis, una nuova modella. Ma Adena disapprova la decisione di Cody di accettare poiché fino ad allora la ragazza non si è mai dimostrata una tennista e a volte li ha snobbati. La fidanzata del Coach Brock tenta di sedurre Jesse, ma... perché? 
- Altri interpreti: Anthony Lemke (Coach Daniel Brock)

## Viaggio in pullman
- Titolo originale: Road Trip
- Diretto da:
- Scritto da:

### Trama
Adena, Squib, Cassidy, Jesse e Rick si devono recare ad un torneo in pullman (12 ore di viaggio!) Cody li accompagna per poter scrivere un articolo sul torneo per il giornale. Jesse fa impazzire Rick, Sunny (che si reca al torneo in limousine) infastidisce Adena e per qualche ragione Cody non scrive quello che realmente i compagni rilasciano nelle interviste. Cody e SQuib sul pullman si baciano, ma solo dopo essersi promessi che quello che sarebbe successo sul pullman sarebbe rimasto sul pullman. 
- Guest star: Lonnie Rathie (Sé stessa)

## Rivalità e amicizia
- Titolo originale:  Over the Line
- Diretto da:
- Scritto da:

### Trama
Adena e la Dr. Alba sono diventate migliori amiche. Si confidano ogni cosa, fanno shopping insieme e parlano di ragazzi. Cody si trova così ignorata dall'amica e sommersa dal lavoro. Jesse prende della droga per avere una possibilità di vincere contro Squib, ma l'amico lo scopre e cerca di aiutarlo a farlo uscire da quella che ormai è diventata una dipendenza, ricordando di aver perso un fratello proprio a causa di quelle pastiglie. 
- Altri interpreti: Anthony Lemke (Coach Daniel Brock), Victoria Sanchez (Dr. Natasha Alba)

## Indagini a tutto campo
- Titolo originale:  Except It Happened Like This
- Diretto da:
- Scritto da:

### Trama
Quando la preziosa scultura di cristallo della Cascadia viene trovata rotta, Bates automaticamente incolpa Squib. Ora il ragazzo, trasformatosi in detective, ha 24 ore per scoprire la verità sulla storia.

## Alla conquista di Cassidy
- Titolo originale: War is an Ugly Thing
- Diretto da:
- Scritto da:

### Trama
Adena e Squib aiutano Jesse e Rick a far breccia nel cuore di Cassidy. Ma di chi sarà realmente innamorata la ragazza? Nel frattempo in tutto il campus manca l'acqua calda. Squib e Cody trovano una soluzione al problema.

## Sunny punk
- Titolo originale: With Friends Like This
- Diretto da:
- Scritto da:

### Trama
Il padre di Adena arriva alla Cascadia per evitare che la figlia continui a lavorare come fisioterapista. Ma Adena decide di richiedere una borsa di studio per poter continuare i suoi studi da fisioterapista e lasciare il tennis. Squib, Rick e Cassidy decidono di aiutare Sunny ad uscire dalla sua nuova fase "punk". Una volta tornata normale, i tre ragazzi scoprono che Sunny non li vuole lasciare soli.

## Il preside innamorato
- Titolo originale: Lucas in the Sky
- Diretto da:
- Scritto da:

## Tecniche di seduzione
- Titolo originale: Man Without an Ace
- Diretto da:
- Scritto da:

### Trama
Squib non è stato scelto a rappresentare la Foss Boss. Cody è sempre più occupata per il lavoro e l'organizzazione del torneo di beneficenza in memoria di Megan e Sebastien. Jesse non ha idea di cosa fare con Adena e Cassidy è arrabbiata con Rick perché il ragazzo non le ha chiesto scusa dopo una scenata di gelosia. Intanto Violet, la testimone scelta dalla Foss Boss, sfida Squib in una partita di tennis, e gli rivela di essere innamorata di lui. Squib sta per andarsene, quando la ragazza lo "accusa" di essere prevedibile in tutto; Squib si gira e la bacia, per farle capire che non era così. Tutto questo davanti agli occhi di Cody (ma Squib non si è accorto della sua presenza), accorsa lì in cerca di Squib.

## Il torneo di beneficenza
- Titolo originale:  Charity of Fire
- Diretto da:
- Scritto da:

### Trama
Violet, il nuovo volto della Foss Boss, e Squib sono insieme ma Cody è decisa a riconquistare il ragazzo. Quando finalmente lo sta per fare, Squib le dice che loro non possono stare insieme. L'unico modo per far allontanare Violet da Squib è sconfiggerla e l'unica iscritta al torneo in grado di farlo è Cassidy. Cassidy però perde l'incontro così Adena chiama Tanis che si presenta ben felice di tornare per una volta alla Cascadia. Ma Violet, grazie agli aiuti di Squib riguardo ai punti deboli di Tanis, vince anche questa volta. Poiché Adena si è ritirata, può giocare al suo posto un'altra ragazza e così entra in campo Sunny (che sarebbe troppo piccola ma è una sostituta quindi può partecipare). Prima di iniziare Sunny prende uno strappo alla schiena (che si rivelerà essere finto, causato per far tornare Adena a giocare). Adena decide così di sfidare Violet e riesce a vincere la partita giocando con la racchetta di Megan. Durante il "cocktail gala" Adena annuncia a Jesse di essere entrata nel girone dei professionisti; Jesse ringrazia Sunny per aver finto lo strappo alla schiena e aver fatto così tornare Adena a giocare a tennis; Rick annuncia di aver venduto il brevetto del suo gioco, Rickopoli, per un sacco di soldi e Squib e Cody tornano finalmente insieme.